# Ian McDiarmid
Ian McDiarmid (* 11. srpna 1944 Carnoustie, Skotsko) je skotský divadelní herec a režisér. Úspěšná je především jeho divadelní kariéra. Také ale přijal role v několika filmech a televizních filmech. Ve světě se stal slavným zejména díky roli Sheeva Palpatina alias Darth Sidiouse ve Star Wars (hrál jak v originální trilogii, tak i v nových trilogiích). Od roku 1976 vystupoval zhruba ve 47 filmech. McDiarmid je mistrem v modulaci svého hlasu, nejčastěji však mluví jemným, ale důrazným hlasem.

## Životopis
Narodil se ve skotském Carnoustie. V divadle se poprvé objevil v pěti letech, když ho otec vzal na hru Tommy Morgan v divadle v Dundee. Brzy se rozhodl, že začne studovat herectví na Royal Scottish Academy of Music and Drama v Glasgow. V roce 1968 obdržel McDiarmid zlatou medaili za svou práci.

## Kariéra

### Divadlo
Hraje v britských divadlech především ve Shakespearových hrách, například v Hamlet (1972), The Tempest (1974,2000), Much Ado About Nothing (1976), The Merchant of Venice (1984) nebo v King Lear (2005).
V roce 2002 vyhrál McDiarmid cenu Almeida Theatre's Critics Circle za roli Teddyho ve Faith Healer. O pět let později v roce 2006 opakoval tuto roli na Broadwayi. Hrál také po boku Ralpha Fiennese či Cherry Jones a získal cenu Tony v kategorii herec v hlavní roli (divadelní hra). Naposledy se objevil v titulní roli Johna Gabriela Borkmana na Donmarském divadle v Londýně. Jedno divadelní představení za zmínku, je jeho zobrazení Harryho Hackamoreho ve hře Sama Sheparda. K zahrání této role potřeboval spousty doplňků, včetně falešných vousů a dlouhých nehtů.
Od roku 1990 až do roku 2001 sloužili McDiarmid a režisér Jonathan Kent jako umělečtí ředitelé v divadle Almeida, které se nachází v Islingtonu v Londýně. V roce 1998 se McDiarmid a režisér Jonathan Kent chtěli podílet na Evening Standard Award za divadelní počin roku. Jejich funkční období bylo poznamenáno řetězcem vysoce úspěšných představení, v nichž účinkovali herci jako Kevin Spacey a Ralph Fiennes.

### Star Wars
Po filmu Dragonslayer byl vybrán režisérem Georgem Lucasem do filmu Star Wars: Epizoda VI – Návrat Jediů do role císaře Palpatina. Šestnáct let po filmu přijal roli mladšího senátora a kancléře v nové trilogii Star Wars. V roce 2004 byla znovu natočena scéna z filmu Star Wars: Epizoda V – Impérium vrací úder mezi Darth Vaderem a hologramem císaře Palpatina, ve které hrál Císaře McDiarmid (Císař byl originálně dabován Clivem Revillem).
McDiarmid také pracoval ve Star Wars Expanded Universe, kde zapůjčil svůj hlas Palpatina do videoher Lego Star Wars: The Video Game, a v Lego Star Wars 2: The Original Trilogy, a nedávno také ve Star Wars Battlefront: Elite Squadron.
V roce 2019 roli zopakoval ve filmu Star Wars: Vzestup Skywalkera.

## TV a rádio
Hrál roli mladého Mickeyho Hamiltona, který hodlá pomstít smrt svojí manželky a svého dítěte v seriálu Profesionálové. Účinkoval také v roli policejního detektiva Porfiryho Petroviche na BBC v roce 2002. V roce 2003 přijal roli Stuarta v seriálu: Charles 2: The Power and the Passion. McDiarmid hrál také roli šéfa rozvědky LeClerka v roce 2009 v dramatizaci The Looking Glass War Johna LeCarrese na BBC Radiu.

## Filmografie

### Film
| Rok  | Název                                      | Role                                           | Poznámky |
| ---- | ------------------------------------------ | ---------------------------------------------- | --- |
| 1976 | The Likely Lads                            | Vicar                                          | |
| 1980 | Sir Henry at Rawlinson End                 | Reg Smeeton                                    | |
| 1980 | Richard's Things                           | Zloděj                                         | |
| 1980 | The Awakening                              | Dr. Richter                                    | |
| 1981 | Dragonslayer                               | Brother Jacobus                                | |
| 1983 | Star Wars: Epizoda VI – Návrat Jediů       | Císař Palpatine/Darth Sidious                  | |
| 1983 | Gorky Park                                 | Prof. Andreev                                  | |
| 1988 | Dirty Rotten Scoundrels                    | Arthur                                         | |
| 1995 | Restoration                                | Ambrose                                        | |
| 1999 | Star Wars: Epizoda I – Skrytá hrozba       | Senátor Palpatine/Darth Sidious                | |
| 1999 | Sleepy Hollow                              | Dr. Thomas Lancaster                           | |
| 2002 | Star Wars: Epizoda II – Klony útočí        | Nejvyšší Kancléř Palpatine/Darth Sidious       | |
| 2004 | Star Wars: Epizoda V – Impérium vrací úder | Císař Palpatine/Darth Sidious                  | Znovu natočená scéna mezi Darthem Vaderem a hologramem Císaře Palpatina                                                         |
| 2005 | Star Wars: Epizoda III – Pomsta Sithů      | Nejvyšší Kancléř/Císař Palpatine/Darth Sidious | Nominován – Cena Saturn v kategorii nejlepší herec ve vedlejší roli Nominován – Teen Choice Awards v kategorii nejlepší padouch |
| 2009 | The Odds                                   | gamber                                         | krátkometrážní film |
| 2016 | Ztracené město Z                           | George Goldie                                  | |
| 2019 | Star Wars: Vzestup Skywalkera              | Císař Palpatine/Darth Sidious                  | |

## Divadelní hry
- Hamlet, Open Space Theatre, London, 1972
- And They Put Handcuffs on the Flowers, Open Space Theatre, London, 1973
- In the Jungle of the Cities, Place Theatre, London, 1973
- Macbeth, Belgrade Theatre, Coventry, England, 1973, then Bankside Globe Theatre, London, 1973
- Bouře, Almeida Theatre, 2000–01
- Measure for Measure, Royal Shakespeare Company, Stratford nad Avonou, England, 1974
- Macbeth, Royal Shakespeare Company, Aldwych Theatre, London, 1975
- Macbeth, Royal Shakespeare Company, Other Place Theatre, Stratford-on-Avon, England, 1976
- Destiny, Royal Shakespeare Company, Other Place Theatre, 1976
- Dingo, Royal Shakespeare Company, Other Place Theatre, 1976
- Schweyk in the Second World War, Royal Shakespeare Company, Other Place Theatre, 1976, then Warehouse Theatre, London, 1977
- Much Ado About Nothing, Royal Shakespeare Company, Royal Shakespeare Theatre, Stratford-on-Avon, 1976, then Aldwych Theatre, 1977
- That Good between Us, Royal Shakespeare Company, Warehouse Theatre, 1977
- Macbeth, Royal Shakespeare Company, Warehouse Theatre, 1977
- The Days of the Commune, Royal Shakespeare Company, Aldwych Theatre, 1977
- Dingo, Royal Shakespeare Company, Warehouse Theatre, 1978
- Every Good Boy Deserves Favour, Mermaid Theatre, London, 1978
- Mephisto, Oxford Playhouse Company, The Roundhouse Theatre, London, 1981
- The Worlds, New Half Moon Theatre, London, 1981
- Ezra, New Half Moon Theatre, 1981
- Insignificance, Royal Court Theatre, London, 1982
- The Merchant of Venice, Royal Shakespeare Company, The Pit (Barbican Centre), 1984
- The Party, Royal Shakespeare Company, The Pit (Barbican Centre), London, 1985
- Henry V, Royal Shakespeare Company, Barbican Centre, London, 1985
- The War Plays, Royal Shakespeare Company, The Pit (Barbican Centre), 1985
- Crimes in Hot Countries, Royal Shakespeare Company, The Pit (Barbican Centre), 1985
- The Castle, Royal Shakespeare Company, The Pit (Barbican Centre), 1985
- Downchild, Royal Shakespeare Company, The Pit (Barbican Centre), 1985
- Edward II, Royal Exchange Theatre, Manchester, England, 1986
- The Saxon Shore, Almeida Theatre Company, Almeida Theatre, 1986
- Creditors, Almeida Theatre Company, Almeida Theatre, 1986
- The Danton Affair, Royal Shakespeare Company, Barbican Centre, 1986
- Don Carlos, Royal Exchange Theatre, 1987
- The Black Prince, Aldwych Theatre, 1989
- Volpone, Almeida Theatre Company, Almeida Theatre, 1990
- The Rehearsal, Almeida Theatre Company, Almeida Theatre, 1990
- Betrayal Field, Almeida Theatre Company, Almeida Theatre, 1991
- Hated Nightfall, Royal Exchange Theatre, Manchester, England, 1995
- The Jew of Malta, Almeida Theatre, 1999
- The Tempest, Almeida Theatre, 2000–01
- Faith Healer, Booth Theatre, 2001
- Faith Healer, Gate Theatre in Dublin, 2001–2002
- Henry IV, Royal Exchange Theatre, Manchester, England, 2004
- King Lear, West End of London, 2005
- Faith Healer, Broadway Theatre, 2006
- John Gabriel Borkman, Donmar Warehouse, 2007
- Jonah and Otto, Manchester Royal Exchange, 2008
- Be Near Me, National Theatre of Scotland and Donmar Warehouse, 2009
- Six Characters in Search of an Author, Headlong Theatre, 2008–2010
- The Prince of Homburg, Donmar Warehouse, 2010
- Emperor and Galilean, National Theatre, 2011
- The Faith Machine, Royal Court Theatre, 2011
- Timon of Athens, Chicago Shakespeare Theater, 2012
- Life of Galileo, Royal Shakespeare Company, Stratford nad Avonou, 2013
- Merchant of Venice, Almeida, London, 2014
- What Shadows, Birmingham Repertory Theatre, Birmingham, 2016
- The Lemon Table, Salisbury Playhouse, Wiltshire Creative, Sheffield Crucible, Cambridge Arts Theatre, Yvonne Arnaud Theatre, HOME Manchester, Malvern Theatres, 2021